# Mokiivka, Ciornuhî
Mokiivka (în ucraineană Мокіївка) este localitatea de reședință a comunei Mokiivka din raionul Ciornuhî, regiunea Poltava, Ucraina.

## Demografie
Componența lingvistică a localității Mokiivka
     Ucraineană (99,2%)
     Alte limbi (0,8%)
Conform recensământului din 2001, majoritatea populației localității Mokiivka era vorbitoare de ucraineană (99,2%), existând în minoritate și vorbitori de alte limbi.